# Dendrocerus
Dendrocerus is een geslacht van vliesvleugelige insecten uit de familie van de Megaspilidae. Julius Theodor Christian Ratzeburg heeft de wetenschappelijke naam van dit geslacht gepubliceerd in 1852.
Dendrocerus is een omvangrijk geslacht dat wereldwijd voorkomt, met de mogelijke uitzondering van Madagaskar. Deze insecten zijn hyperparasitoïden, vooral van bladluizen. Ze parasiteren onder meer sluipwespen en schildwespen die zelf op bladluizen parasiteren. De hyperparasitoïde gebruikt niet de bladluis als gastheer, maar de larve van de primaire parasitoïde die zich in de (al dan niet nog levende) bladluis ontwikkelt. Dendrocerus kunnen zelfs tertiaire parasitoïden zijn, wanneer ze hun eigen soort of een andere hyperparasitoïde als gastheer gebruiken.
Een "generalist" als Dendrocerus aphidum die vele soorten als gastheer gebruikt, kan de biologische bestrijding van bladluizen verstoren, vermits hiervoor sluipwespen worden ingezet.

## Soorten
- D. antennalis (Kieffer, 1907)
- D. aphidum (Rondani, 1877)
- D. applanatus Dessart, 1972
- D. basalis (Thomson, 1859)
- D. bifoveatus (Kieffer, 1907)
- D. bispinosus (Kieffer, 1907)
- D. carpenteri (Curtis, 1829)
- D. castaneus (Kieffer, 1907)
- D. chloropidarum Dessart, 1990
- D. flavipes Kieffer, 1907
- D. floridanus (Ashmead, 1881)
- D. halidayi (Curtis, 1829)
- D. indicus (Mani, 1939)
- D. laevis (Ratzeburg, 1852)
- D. laticeps (Hedicke, 1929)
- D. liebscheri Dessart, 1972
- D. natalicus Dessart, 1985
- D. paradoxus Dessart & Gaerdenfors, 1985
- D. psyllarum Dessart, 1983
- D. punctipes (Boheman, 1832)
- D. pupparum (Boheman, 1832)
- D. ramicornis (Boheman, 1832)
- D. rectangularis (Kieffer, 1907)
- D. remaudierei Dessart, 1974
- D. rosularum (Ratzeburg, 1852)
- D. serricornis (Boheman, 1832)
- D. solarii (Kieffer, 1907)
- D. stigma (Nees von Esenbeck, 1834)
- D. subtruncatus (Kieffer, 1907)
- D. ulmicola Dessart & Gaerdenfors, 1985
- D. zhelochovtsevi Alekseev, 1979